# Anil Kapoor
Anil Kapoor (Bombaim, 24 de dezembro de 1956) é um ator e produtor cinematográfico indiano que atuou em vários filmes em língua hindi, bem como em filmes e séries internacionais. Ele já ganhou numerosos prêmios ao longo de sua carreira, incluindo dois National Film Awards e seis Filmfare Awards em várias categorias.
O primeiro papel de Kapoor em uma produção internacional foi no vencedor do Óscar Slumdog Millionaire, de Danny Boyle, pelo qual recebeu o Prêmio Screen Actors Guild de Melhor Elenco em Cinema. Sua participação na oitava temporada da série 24 recebeu aclamação da crítica. Kapoor é um dos mais conhecidos atores indianos no exterior.